# Robert R. Wilson
Pour les articles homonymes, voir Robert Wilson et Wilson.
Robert Rathbun Wilson (4 mars 1914 - 16 janvier 2000) est un physicien américain qui a été chef de projet lors du projet Manhattan et l'un des responsables de la création du Fermilab, duquel il est aussi directeur de 1967 à 1978.

## Biographie
Robert Rathbun Wilson est né le 4 mars 1914 à Frontier (Wyoming) (en). En 1936, il obtient son baccalauréat de l'université de Californie à Berkeley. En 1940, il obtient son Ph.D. en physique de la même université.
En 1932, il entre au Radiation Laboratory de Berkeley dirigé par Ernest Orlando Lawrence et qui connaît une importante expansion sous l'impulsion de Lawrence et de Robert Oppenheimer, le premier se démarquant par ses travaux expérimentaux, le second par ses études théoriques. Wilson est renvoyé deux fois du laboratoire. La première fois, il perd un joint en caoutchouc dans un cyclotron de 37 pouces, ce qui empêche l'appareil de fonctionner en présence d'un donateur potentiel. À l'insistance de Luis Walter Alvarez, il est engagé à nouveau. Quelque temps plus tard, il fait fondre une paire de pinces pendant une tâche de soudure et est à nouveau mis à pied. Par la suite, même si on lui offre à nouveau le même poste, il préfère aller à l'université de Princeton pour travailler avec Henry DeWolf Smyth.
Lawrence a développé le calutron pour réaliser l'enrichissement de l'uranium. Smyth préfère utiliser un champ électrique pour réaliser la séparation des isotopes d'uranium. Quelque temps après son arrivée à Princeton, Wilson prend la direction du projet. En 1941, le projet met au point un instrument appelé « Isotron ».

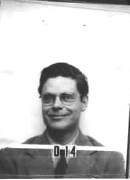
Badge de Robert R. Wilson au Laboratoire national de Los Alamos.

Lorsque Robert Oppenheimer lance le laboratoire national de Los Alamos en 1943 dans le but de concevoir une bombe atomique, Wilson est nommé chef du Cyclotron Group (R-1). Âgé de moins de 30 ans, c'est le plus jeune chef de groupe du laboratoire.
En 1945, après que le Troisième Reich ait capitulé, Wilson remet en question la pertinence du projet Manhattan. Cependant, les recherches continuent. Dans ses dernières années, Wilson mentionne qu'il aurait dû démissionner à ce moment. Après les bombardements atomiques d'Hiroshima et Nagasaki, Wilson participe à la création de l’Association of Los Alamos Scientists (ALAS), laquelle demande un contrôle international de l'énergie atomique. La pétition est remise au président Harry S. Truman.

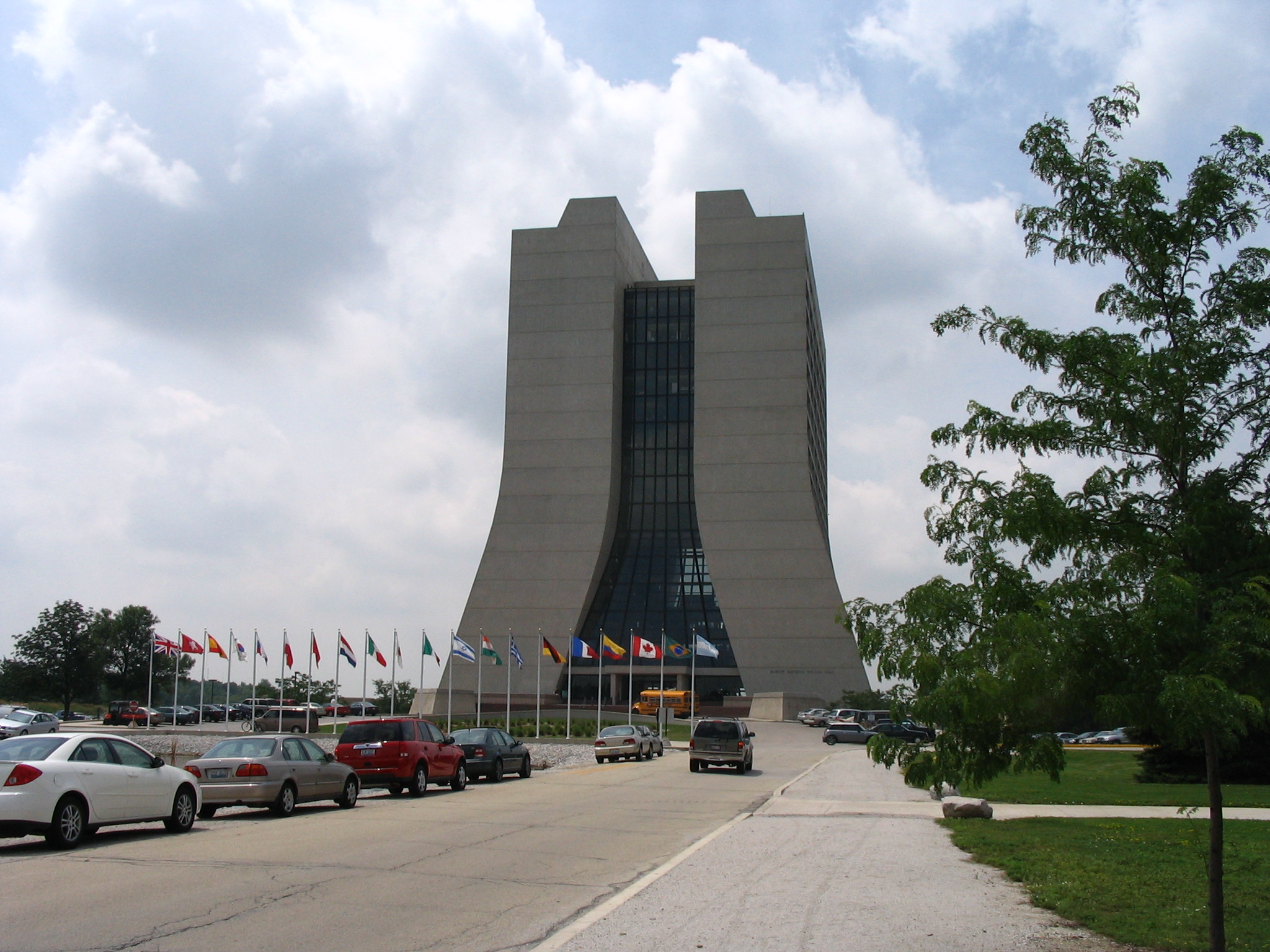
Wilson a joué un rôle de premier plan dans la conception esthétique du Fermilab. Photo du Robert Rathbun Wilson Hall.

Après la Seconde Guerre mondiale, Wilson participe à la mise sur pied de la Federation of American Scientists et occupe le poste de président en 1946. À la même époque, il accepte une courte nomination à l'université Harvard. Il publie un article pionnier : Radiological Use of Fast Protons, qui pose les bases de la protonthérapie,. En 1947, il quitte pour l'université Cornell où il travaille dans un laboratoire de recherches nucléaires (Cornell Laboratory of Nuclear Studies). Sous son influence, un accélérateur de particules est construit (le Cornell Electron Storage Ring, CESR, qui se trouve en 2010 au Wilson Synchrotron Laboratory). En 1956, il travaille en France à l'université de Paris. En 1961, il apprend la sculpture en Italie à l’Academia Belli Arte.
En 1967, il prend une sabbatique de l'université Cornell pour diriger le futur National Accelerator Laboratory qui doit construire le plus grand accélérateur de particules au monde à Batavia (Illinois). En 1969, il est appelé devant le Joint Committee on Atomic Energy, une commission fédérale américaine qui supervise les recherches nucléaires, tant civiles que militaires. Contrairement à la mode du jour, Wilson déclare que le projet n'a aucun intérêt pour la défense nationale :

« Il n'a d'importance qu'au regard que nous nous portons les uns envers les autres, la dignité de l'Homme, notre amour de la culture... C'est un rappel : Sommes-nous de bons peintres, de bons sculpteurs, de grands poètes ? Je parle de toutes les choses que nous vénérons et honorons vraiment dans notre pays et dont nous sommes fiers. Dans ce sens, ces nouvelles connaissances ont tout à voir avec l'honneur et le pays et rien avec la défense immédiate de notre pays sauf d'en faire un pays encore plus précieux à défendre. »

Sous la gouverne de Wilson, le laboratoire est construit dans le temps prévu et à moindre coût. S'appelant au départ « National Accelerator Laboratory », il est renommé « Fermi National Accelerator Laboratory » en 1974, en l'honneur d'Enrico Fermi. Les installations sont centrées sur un accélérateur circulaire de 400 GeV d'une circonférence de 4 miles. Au contraire de la plupart des laboratoires gouvernementaux, Fermilab est conçu en faisant appel à des normes esthétiques. Wilson souhaite que le Fermilab soit un lieu agréable, croyant que l'esthétisme des lieux invitera les employés à ne pas se sentir dans un laboratoire gouvernemental. Il s'investit dans les choix architecturaux. L'un des bâtiments sera plus tard nommé en son honneur.

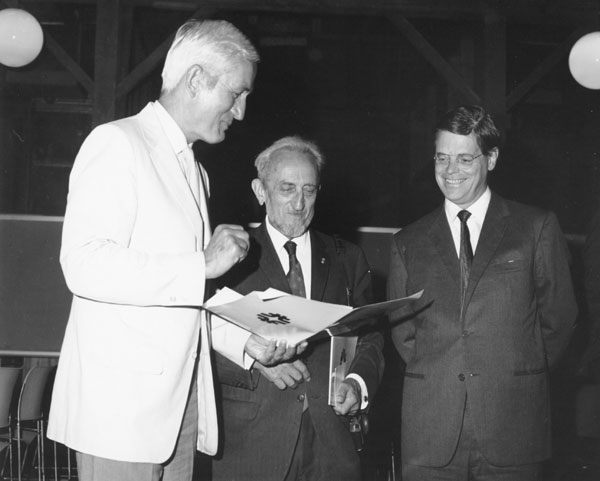
Lors d'une rencontre du Mouvement Pugwash et d'une visite du NAL en 1970, Norman Foster Ramsey (président de l’Universities Research Association), Francis Perrin et Robert R. Wilson.

Wilson est directeur du Fermilab jusqu'en 1978. Il rejoint ensuite l'université de Chicago. En 1982, il obtient la chaire Michael I. Pupin de physique à l'université Columbia. Il prend sa retraite en 1984.
Après une longue maladie, Robert Wilson meurt le 16 janvier 2000, à 85 ans, dans sa maison à Ithaca (New York). Son corps est enterré au Pioneer Cemetery sur le site du Fermilab.
Wilson a reçu de nombreuses distinctions et honneurs, dont l’Elliott Cresson Medal en 1964, la National Medal of Science en 1973, le prix Enrico Fermi en 1984. Il a été élu au National Academy of Sciences, l’American Academy of Sciences à l’American Philosophical Society. En 1985, il est président de l’American Physical Society. Une sculpture métallique de Wilson loge dans le vestibule du Harvard Science Center.

## Publications
- (en) Robert R. Wilson et Raphael Littauer, Accelerators, Heinemann Educational Books, 1960 (lire en ligne)

### Citations originales
1. ↑  (en) « It only has to do with the respect with which we regard one another, the dignity of men, our love of culture... it has to do with: Are we good painters, good sculptors, great poets? I mean all the things that we really venerate and honor in our country and are patriotic about. In that sense, this new knowledge has all to do with honor and country but it has nothing to do directly with defending our country except to help make it worth defending. »

### Sources
- (en) Gregg Herken, Brotherhood of the bomb : the tangled lives and loyalties of Robert Oppenheimer, Ernest Lawrence, and Edward Teller, New York, Henry Holt and Co, 2002, 448 p. (ISBN 978-0-8050-6588-6 et 0-805-06588-1, OCLC 48941348)
- (en) Philip J. Hilts, Scientific Temperaments : Three Lives in Contemporary Science, Simon and Schuster, 1982 Longues présentations de Wilson, du généticien Mark Ptashne et de l'informaticien John McCarthy.
- (en) Spencer R. Weart, From Frontiersman To Physicist : Robert Rathbun Wilson, American Institute of Physics Center for History of Physics, 2000

### Filmographie
- Robert Wilson est interviewé dans le documentaire The Day After Trinity (1980).
- En 1989, Wilson est dépeint par Todd Field dans Les Maîtres de l'ombre de Roland Joffé.